# Commission d'État du canton d'Appenzell Rhodes-Intérieures
La Commission d'État du canton d'Appenzell Rhodes-Intérieures (en allemand : Standeskommission Appenzell Innerrhoden) est le gouvernement du canton d'Appenzell Rhodes-Intérieures, en Suisse.

## Description
La Commission d'État est une autorité collégiale composée de sept membres (neuf jusqu'en 1995). Elle se réunit en général tous les quinze jours.
Chaque membre de la commission dirige un département (en allemand : Departement) et porte un titre historique,.
Le landamman en charge (regierender Landamann), le landamman en réserve (stillstehender Landamann) et le lieutenant (Statthalter) dirigent l'un des trois départements suivants :
- Département de l'économie (Volkswirtschaftsdepartement)
- Département de l'éducation (Erziehungsdepartement)
- Département de la santé et des affaires sociales (Gesundheits- und Sozialdepartement).

Les quatre autres départements sont les suivants :
- Département des finances (Finanzdepartement), dirigé par le trésorier (Säckelmeister, litt. le maître de la bourse[6])
- Département de l'agriculture et de la sylviculture (Land- und Forstwirtschaftsdepartement), dirigé par le Landeshauptmann (capitaine du pays[2],[7])

- Département des constructions et de l'environnement (Bau- und Umweltdepartement), dirigé par le Bauherr (maisonneur[2])
- Département de justice et police et des affaires militaires (Justiz-, Polizei- und Militärdepartement), dirigé par le Landesfähnrich (enseigne[2], litt. le porte-étendard du pays)[3].

La Commission d'État est dirigée par le landamman. Le landamman en charge et le landamman en réserve intervertissent leurs rôles tous les deux ans.

## Élection
Les membres de la Commission d'État sont élus chaque année par la Landsgemeinde, qui se réunit le dernier dimanche d'avril (ou le premier dimanche de mai lorsque Pâques tombe sur le dernier dimanche d'avril).
Le trésorier, le capitaine, le maisonneur et l'enseigne sont directement élus au département correspondant à leur titre.

## Composition actuelle (2020-)
Date de la dernière élection : 24 avril 2022 (par la landsgemeinde),
- Roland Dähler (de), landamann en charge en 2021 et 2022, landamann en réserve en 2020. Département de l'économie
- Roland Inauen, landamann en réserve en 2021 et 2022, landamann en charge en 2020. Département de l'éducation
- Monika Rüegg Bless, lieutenant. Département de la santé et des affaires sociales
- Ruedi Eberle (UDC), département des finances
- Stefan Müller, département de l'agriculture et de la sylviculture
- Ruedi Ulmann, département des constructions et de l'environnement
- Jakob Signer, département de justice et police et des affaires militaires

Date des précédentes élections (à l'urne en raison de la pandémie de coronavirus) : 9 mai 2021 et 23 août 2020

## Anciennes compositions

### 2019-2020
Date de l'élection : 28 avril 2019,
- Roland Inauen, landamann en charge
- Roland Dähler (de) (indépendant), landamann en réserve
- Antonia Fässler (de), lieutenant
- Ruedi Eberle (UDC), département des finances
- Stefan Müller, département de l'agriculture et de la sylviculture
- Ruedi Ulmann, département des constructions et de l'environnement
- Jakob Signer, département de justice et police et des affaires militaires

### 2018-2019
Date de l'élection : 29 avril 2018
- Daniel Fässler (PDC), landamann en charge
- Roland Inauen, landamann en réserve
- Antonia Fässler (de), lieutenant
- Ruedi Eberle (UDC), département des finances
- Stefan Müller, département de l'agriculture et de la sylviculture

- Ruedi Ulmann, département des constructions et de l'environnement
- Martin Bürki, département de justice et police et des affaires militaires

### 2017-2018
Date de l'élection : 30 avril 2017
- Daniel Fässler (PDC), landamann en charge
- Roland Inauen, landamann en réserve
- Antonia Fässler (de), lieutenant
- Thomas Rechsteiner (PDC), département des finances
- Stefan Müller, département de l'agriculture et de la sylviculture

- Ruedi Ulmann, département des constructions et de l'environnement
- Martin Bürki, département de justice et police et des affaires militaires

### 2016-2017
Date de l'élection : 24 avril 2016
- Roland Inauen, landamann en charge
- Daniel Fässler (PDC), landamann en réserve
- Antonia Fässler (de), lieutenant
- Thomas Rechsteiner (PDC), département des finances
- Stefan Müller, département de l'agriculture et de la sylviculture

- Stefan Sutter (de), département des constructions et de l'environnement
- Martin Bürki, département de justice et police et des affaires militaires

## Histoire
Jusqu'en 1995, la Commission d'État faisait partie du Grand Conseil (ce qui explique son nom) : le gouvernement comptait neuf membres (Armleutsäckelmeister, soit trésorier de la bourse des pauvres, et Zeugherr, soit intendant de l'arsenal, en plus des charges actuelles), qui siégeaient également au parlement. Jusqu'à cette date, le landamann présidait également le Grand Conseil.
Si les membres de la Commission d'État ne sont officiellement pas encartés, la plupart d'entre eux appartiennent au PDC (Le Centre depuis fin 2021) ou lui sont apparentés. L'UDC obtient son premier représentant au gouvernement en 2018.
La première femme élue au gouvernement est Ruth Metzler en 1996. La première femme landamann est Angela Koller (de) (Le Centre) en 2025.